# Chris Taub
Pour les articles homonymes, voir Taub.
Chris Taub est un personnage de fiction et un personnage secondaire de la série américaine de la FOX, Dr House. Interprété par Peter Jacobson, il est un chirurgien plastique qui intègre l'équipe du service de médecine diagnostique du docteur Gregory House au cours de la saison 4.

## Histoire

### Avant son arrivée dans l'équipe
Chrisopher Michael Taub était un chirurgien esthétique prometteur, avec des publications dans de grands journaux médicaux à 26 ans, et des participations à des actions humanitaires au Bangladesh pour refaire des palais.
Il a dû cependant abandonner son poste de chirurgien plastique à la suite d'une liaison qu'il a eue avec une infirmière, en échange de l'interdiction d'exercer dans le domaine de la chirurgie plastique et un abandon des charges. Il l'a fait pour protéger son mariage, déjà fragile.

### Avec House
Au début de la saison 4, on peut le voir dans l'épisode 2 dans le rang de prétendants qui se voient renvoyer arbitrairement avant que Cuddy proteste et qu'ils puissent rester. Plus tard, alors que l'équipe recherche un moyen de faire un examen des poumons sans devoir l'inscrire dans son dossier médical, il propose alors de dissimuler cet examen sous une augmentation mammaire.
Il est définitivement engagé dans Les jeux sont faits avec Lawrence Kutner, rejoints par « Numéro 13 ».
Dans la saison 5, il semble avoir sympathisé avec son collègue Lawrence Kutner, avec qui il échange des idées, et auquel il tend à se confier. Ainsi, il lui avouera qu'il a tenté de se suicider, tout en affirmant qu'il s'agissait d'un de ses collègues.
Au bout d'un moment, Taub ne se satisfait plus d'être sous les ordres de House pour un salaire moindre que celui qu'il touchait avant. Ainsi, il sera berné par un de ses anciens collègues, qui a failli lui soutirer de l'argent en échange d'un investissement dans une société fictive. Pour cela, il ira même jusqu'à démissionner de son poste chez House. Cette expérience le fait longuement réfléchir sur sa vie, notamment sa vie de couple. House le renverra, et Taub se démènera pour retrouver grâce aux yeux du diagnosticien, en proposant une procédure non conventionnelle sur un patient, et va jusqu'à s'attribuer les mérites d'un diagnostic peu évident posé pourtant par Kutner, qui le laisse faire. House n'est pas dupe, mais accepte de le reprendre car selon lui, Taub n'aurait pas menti s'il n'était pas prêt à tout pour garder son poste. 
Lors du décès de Kutner, il tentera de dissimuler sa peine, affichant un air concentré sur les deux patients de l'équipe, mais il fondra en larmes à l'hôpital alors que la cérémonie d'enterrement se déroule.
Quand Foreman dirigera le service diagnostic après la démission de House, il restera jusqu'à ce qu'un diagnostic soit confirmé pour le patient et démissionnera, ne voulant pas travailler pour Foreman mais pour House. Il travaille alors comme consultant dans un cabinet de chirurgie esthétique, mais quand House lui proposera de revenir dans son équipe, après un refus net, il acceptera. Sa décision sera comprise par sa femme, mais elle n'accepte pas qu'un ancien chirurgien esthétique se retrouve au service d'un médecin qui l'exploite. Taub utilisera un subterfuge en prétendant être responsable du coquard de House (Chase l'a frappé peu avant) pour retrouver grâce aux yeux de sa femme. Plus tard, il renouvellera ses vœux, après une histoire avec une infirmière.
Son mariage bat définitivement de l'aile quand il découvre que sa femme a une liaison non consommée avec un homme qu'elle a rencontré sur un forum pour les personnes dont les conjoints sont infidèles, alors que lui-même a été choisi pour être le visage du Princeton-Plainsboro. Devenant très jaloux, il accepte néanmoins la situation, prenant pour raisons financières une proposition de consultant médical dans le cabinet d'avocat de son beau-frère. Quand il fait un faux diagnostic, son beau-frère le licencie et le bat. Il quitte sa femme et part dans la nuit jeter de la peinture sur une affiche le représentant. Taub vit ensuite un temps à l'hôtel avant d'emménager chez Eric Foreman. Taub finira par avoir une liaison avec son amante, mais également une liaison avec son ex-femme.
Au début de la saison 8, Taub revient dans le service de House avec la garde de ses deux filles, l'une d'avec son  amante, l'autre avec son ex-femme. À la suite d'un pari organisé par House, il décide de faire un test de paternité pour chacune d'elles, mais ne voudra pas connaître le résultat.
Il semble avoir renoncé à la médecine pour toujours à la fin de la série, préférant se consacrer à sa famille.

## Analyse du personnage
Taub étant plus âgé que les autres collaborateurs de House et reconnu comme bon médecin, il obtient plus facilement le respect, et Cuddy reconnaît qu'il est capable de tenir tête à House.
Les principaux ressorts dramatiques de son personnage viennent de son mariage : Taub est infidèle, s'est fait prendre, se retrouve dans une situation moins confortable que celle qu'il avait, et sa femme a aussi des secrets pour lui.